# Instituto Max Planck de Óptica Cuántica
El Instituto Max-Planck de Óptica Cuántica (abreviatura: MPQ; en alemán: Max-Planck-Institut für Quantenoptik) forma parte de la Sociedad Max Planck, que gestiona 87 centros de investigación en Alemania.
El instituto está ubicado en Garching, Alemania, que a su vez se encuentra a 10 km al noreste de Múnich. Cinco grupos de investigación trabajan en los campos de la física de attosegundos, la física de láseres, la teoría de la información cuántica, la espectroscopia láser, la dinámica cuántica y los sistemas cuánticos de muchos cuerpos.

## Estructura

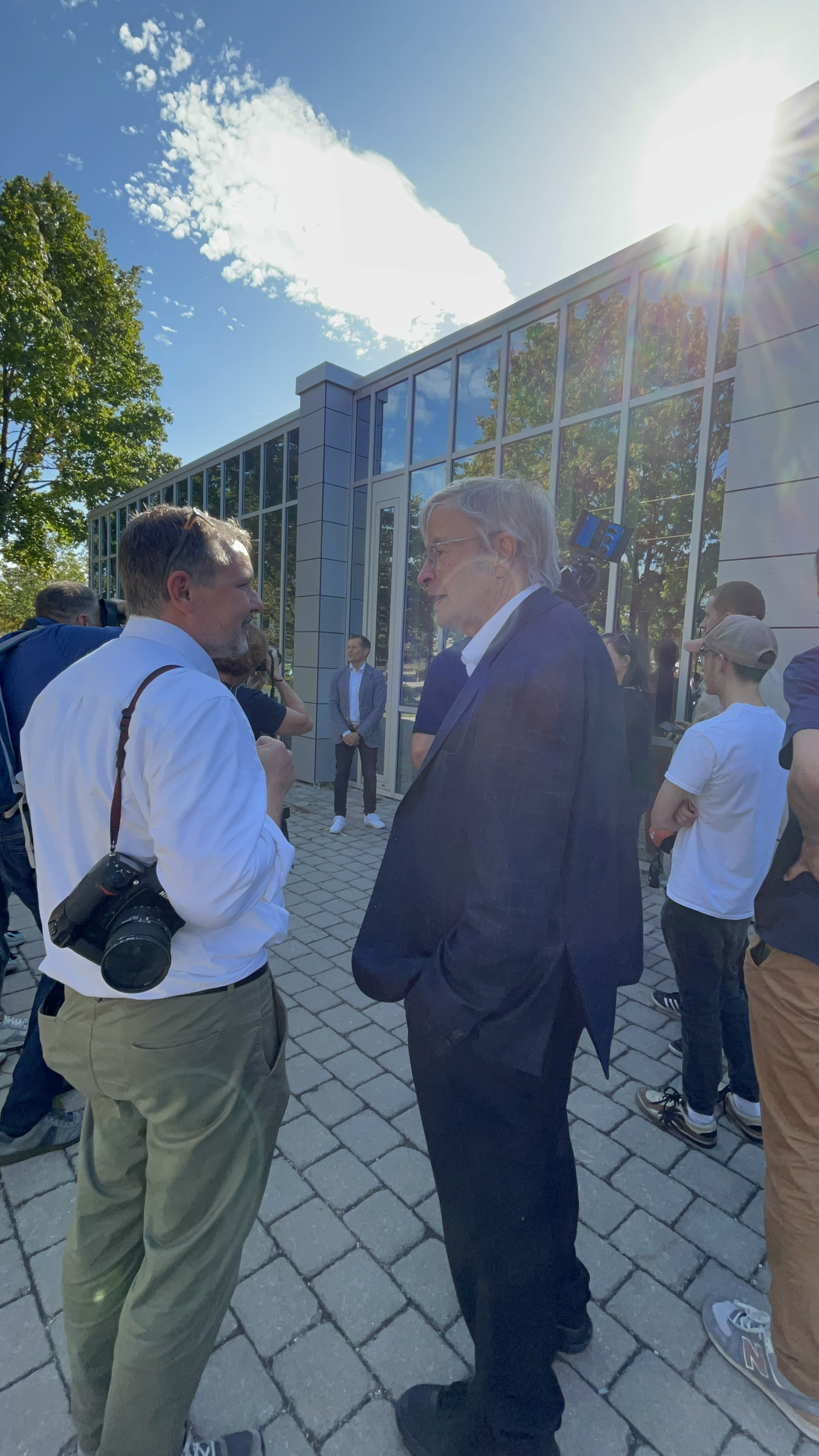
El premio Nobel de 2005 Theodor W. Hänsch y el premio Nobel de 2023 Krausz en un solo fotograma (foto del 3 de octubre de 2023) en las instalaciones del MPQ.

### Divisiones
- Física del attosegundo (Ferenc Krausz)
- Espectroscopia láser (Theodor W. Hänsch)
- Dinámica cuántica (Gerhard Rempe)
- Sistemas cuánticos de muchos cuerpos (Immanuel Bloch)
- Teoría (Juan Ignacio Cirac Sasturain)

### Grupos de investigación
- RyD-QMB, sistemas cuánticos de muchos cuerpos revestidos por Rydberg (Christian Groß)
- Espectroscopia de antimateria (Masaki Hori)
- Redes cuánticas del grupo Otto Hahn (Andreas Reiserer)
- Teoría de la Materia Cuántica (Richard Schmidt)
- Entrelazamiento de sistemas cuánticos complejos (Norbert Schuch)

## Investigación
El instituto investiga la interacción de la luz y la materia. Sus profesores investigan temas como la óptica cuántica teórica, la teoría de la información cuántica, la espectroscopia láser de ultra alta resolución, la física cuántica de átomos ultrafríos, el desarrollo de componentes para ordenadores y redes cuánticas, la condensación de Bose Einstein de gases cuánticos degenerados, la física de attosegundos, el desarrollo de nuevas fuentes de radiación y partículas para aplicaciones fundamentales y médicas, etc. Antes había un grupo en MPQ que realizaba experimentos sobre ondas gravitacionales.

## Historia
El Instituto Max-Planck de Óptica Cuántica se fundó el 1 de enero de 1981. Fue el sucesor de un grupo de proyecto para la investigación del láser del Instituto Max Planck de Física del Plasma. El uso de láseres para la investigación de la fusión, la óptica cuántica y la espectroscopia eran los objetivos del grupo de proyecto, que se creó en 1976 y estaba formado por 46 miembros. En 1981, la plantilla había aumentado a 82 personas y el instituto comprendía las divisiones de Física del Láser (Prof. Herbert Walther), Química del Láser (Prof. Karl-Ludwig Kompa) y Plasma Láser (Dr. Siegbert Witkowski).
En un principio, el instituto se instaló en los locales del Instituto Max Planck de Física de Plasmas, pero en julio de 1986 se trasladó a su nuevo edificio, separándose oficialmente del Instituto Max Planck de Física de Plasmas. Con el nombramiento de Theodor Hänsch (entonces en la Universidad de Stanford) como nuevo director, el instituto creció significativamente. Hänsch creó la División de Espectroscopia Láser y también se le concedió una cátedra en la Universidad Ludwig Maximilian de Múnich, lo que aseguró estrechos vínculos entre MPQ y el complejo universitario de Múnich. Tras la jubilación de Siegbert Witkowski en 1993, se interrumpió la investigación sobre el láser de alta energía y se iniciaron otras áreas de investigación.
En 1999, el profesor Gerhard Rempe (entonces Universidad de Constanza) fue nombrado director del MPQ y se creó la División de Dinámica Cuántica.
En 2001, el Grupo de Investigación sobre Ondas Gravitacionales, dirigido por el Dr. Karsten Danzmann, se trasladó a Hannover, donde se realizaron las primeras mediciones de prueba del experimento. Desde entonces, ese grupo forma parte del MPI de Física Gravitacional (Potsdam), fundado en 1995. Ese mismo año (2001) el Profesor Ignacio Cirac (entonces Universidad de Innsbruck) aceptó una llamada como director en el MPQ y estableció la primera División de Teoría en el instituto.
A principios de 2003, el profesor Herbert Walther adquirió el estatus de emérito, pero continuó su labor investigadora como jefe del Grupo Emérito de Física Láser hasta su fallecimiento en julio de 2006. Su sucesor como director en el MPQ y profesor en la LMU es el Profesor Ferenc Krausz (anteriormente Universidad Técnica de Viena). El profesor Krausz dirige la División de Física de Attosegundos desde 2003.
El profesor Karl-Ludwig Kompa fue el último fundador del instituto en jubilarse en 2006. Paralelamente a estas jubilaciones se crearon tres nuevas divisiones de investigación y varios grupos de investigación independientes: En 2004 se creó el Grupo de Láseres Conductores de Attosegundos, cuyo director, el Dr. Andrius Baltuska, asumió una cátedra en la Universidad Técnica de Viena en 2006. Ese mismo año también se fundó el Grupo de Simulaciones Cuánticas con Iones Atrapados, dirigido por el Dr. Tobias Schätz (actualmente en la Universidad de Friburgo). En 2005, el Dr. Tobias Kippenberg (actualmente en la Escuela Politécnica Federal de Lausana) creó su Laboratorio de Fotónica en el MPQ. En 2006, el Dr. Reinhard Kienberger (actualmente en la TU München) recibió financiación para crear el grupo de investigación Attosecond Dynamics. En 2007 se fundó otro grupo de investigación, sobre Imágenes de Attosegundos, dirigido por el Dr. Matthias Kling. En enero de 2008, el Dr. Masaki Hori creó su grupo sobre Espectroscopía de Antimateria, al que siguió el grupo de Óptica Cuántica Ultrarrápida del Dr. Peter Hommelhoff (ahora en la Universidad de Erlangen-Nuremberg) en abril de 2008. En diciembre de 2010, el Dr. Elefterios Goulielmakis (ahora en la Universidad de Rostock) puso en marcha su grupo de investigación sobre Attoelectrónica. El Dr. Randolf Pohl (ahora en la Universidad de Mainz) comenzó a establecer su grupo de investigación "Átomos Muónicos" a finales de 2011. En febrero de 2020, existían cinco grupos de investigación independientes en MPQ. Además del grupo de espectroscopia de antimateria de Masaki Hori, están el Grupo de Sistemas Cuánticos de Muchos Cuerpos Vestidos de Rydberg (Dr. Christian Groß), el Grupo Otto Hahn de Redes Cuánticas (Dr. Andreas Reiserer), el Grupo de Teoría de la Materia Cuántica (Dr. Richard Schmidt) y el Grupo de Entrelazamiento de Sistemas Cuánticos Complejos (Prof. Dr. Norbert Schuch).
En 2005, Theodor W. Hänsch recibió el Premio Nobel de Física, junto con John L. Hall, "por sus contribuciones al desarrollo de la espectroscopia de precisión basada en láser, incluida la técnica del peine de frecuencias ópticas". El peine de frecuencias al que se refiere el Premio Nobel fue desarrollado en su División de Espectroscopía Láser a finales de los años 1990.
El 1 de agosto de 2008, el Prof. Immanuel Bloch creó una quinta división, Quantum Many Body Systems. El Prof. Bloch es el sucesor del Prof. Theodor W. Hänsch, que normalmente se habría jubilado como director del MPQ en 2009. Debido a acuerdos especiales, el profesor Hänsch seguirá siendo catedrático de la LMU y director del MPQ al menos hasta 2016. Una de las líneas de investigación del Prof. Bloch es la investigación de gases cuánticos ultrafríos en redes ópticas. Estos sistemas pueden ayudar a modelar estados sólidos y a comprender mejor propiedades especiales como, por ejemplo, la superconductividad a alta temperatura.
En 2023, Ferenc Krausz, Director del Instituto Max Planck de Óptica Cuántica y Catedrático de la Universidad Ludwig Maximilian de Múnich, junto con Pierre Agostini, Ferenc Krausz y Anne L'Huillier, ha sido galardonado con el Premio Nobel de Física. El Comité Nobel honra a los dos investigadores por la fundación de la física de attosegundos.

## Programa de estudios
- MPQ ofrece dos programas especiales de doctorado, a saber, la "Escuela Internacional de Investigación Max-Planck (IMPRS) sobre Ciencia Fotónica Avanzada" y el "Programa Internacional de Doctorado de Excelencia en Computación Cuántica, Control y Comunicación", junto con la Universidad Ludwig Maximilian de Munich, la Universidad Técnica de Munich y la Universidad Tecnológica de Viena.